# Thomas Priou
Pour les articles homonymes, voir Priou.
Thomas Priou, né à Montargis en 1986, est un auteur, dessinateur et coloriste de bande dessinée français.

## Biographie
Thomas Priou, étudie les beaux-arts, après un bac littéraire, à Orléans avant de travailler régulièrement pour Le Journal de Mickey, Spirou et Lanfeust Mag[réf. nécessaire]. 

## Œuvres
- Alexandrine (Scénario de Michel-yves Schmitt), éditions Casterman[réf. incomplète].
- Les Cadeaux d'Axel, éditions Paquet[réf. incomplète].
- Chat s'en va (Scénario de Arnaud Floc'h), éditions Carabas[réf. incomplète].
- The Lapins crétins (Scénario de Thitaume), éditions Les deux Royaumes[réf. incomplète].
- les Musiciens de Brême, Bamboo édition[réf. incomplète].
- Trappeurs de rien, scénario de PoG, éditions de la Gouttière[réf. incomplète].
- les Zorgs de barbarie, dessin de Sti, éditions lapin[réf. incomplète].